# 任逍遥
《任逍遥》，中国电影导演贾樟柯自编自导的第三部故事长片电影，由法、日、韩三国联合出品，香港胡同制作公司执行制作，于山西大同即兴拍摄，描写工人子弟的生活。影片主要语言是晋语和普通话。该片入選第55屆坎城影展正式競賽角逐金棕櫚獎，是22部入围参赛作品中唯一的中国影片，没有获奖。

## 故事梗概
斌斌是一个在大同车站工作的年轻人，刚刚辞职。他的朋友小济是一个19岁的社会青年。小济喜欢业余舞蹈演员赵巧巧，但赵巧巧的情人是有钱有势的乔三。斌斌的女朋友高考之后要去上大学，斌斌向小偷小武（参见电影《小武》）借了1500元钱买了一部手机送给他的女朋友，作为感情的结束。小济要去“泡”巧巧，被乔三的手下殴打。小济的父亲是一个修车的工人，偶然得到1美元的钞票，因为不知道汇率，误认为这是一大笔钱。巧巧四处参加“蒙古王酒”等商品的推广演出，为的是自己在医院长期住院的父亲。斌斌的母亲是纺织厂的下岗女工，法轮功修炼者。巧巧不愿受乔三的控制和小济偷情。小济说服斌斌一起去用假炸弹抢银行，斌斌被当场捕获，小济仓皇逃亡。

## 影片名称
《任逍遥》是台湾歌手任贤齐演唱的一首流行歌曲，在影片中多次出现，如赵巧巧以此歌曲跳舞，还有斌斌及其女友在卡拉OK包厢唱这首歌曲。在影片的最后，斌斌在派出所里，一位警察命令他唱歌，他就唱了这首歌。
另外，巧巧向小济转述乔三告诉她的《庄子》中《逍遥游》一篇。

## 时事穿插
这部影片的一个特色是在中间穿插了拍摄期间（2001年春、夏）的中国大陆电视新闻，包括中共播出的法轮功天安门自焚伪案、中美撞机事件、北京争取2008年夏季奥林匹克运动会主办权成功等。另外“三晋风采电脑福利彩票”的长篇宣传也以广播的形式多次出现。

## 创作人员
导演/编剧：贾樟柯
摄影：余力为
主演：
- 赵涛饰赵巧巧
- 赵维威饰斌斌
- 吴琼饰小济
- 李竹斌饰乔三
- 客串

- 王宏伟饰小武
- 贾樟柯饰弱智男高音